# Французский народный костюм

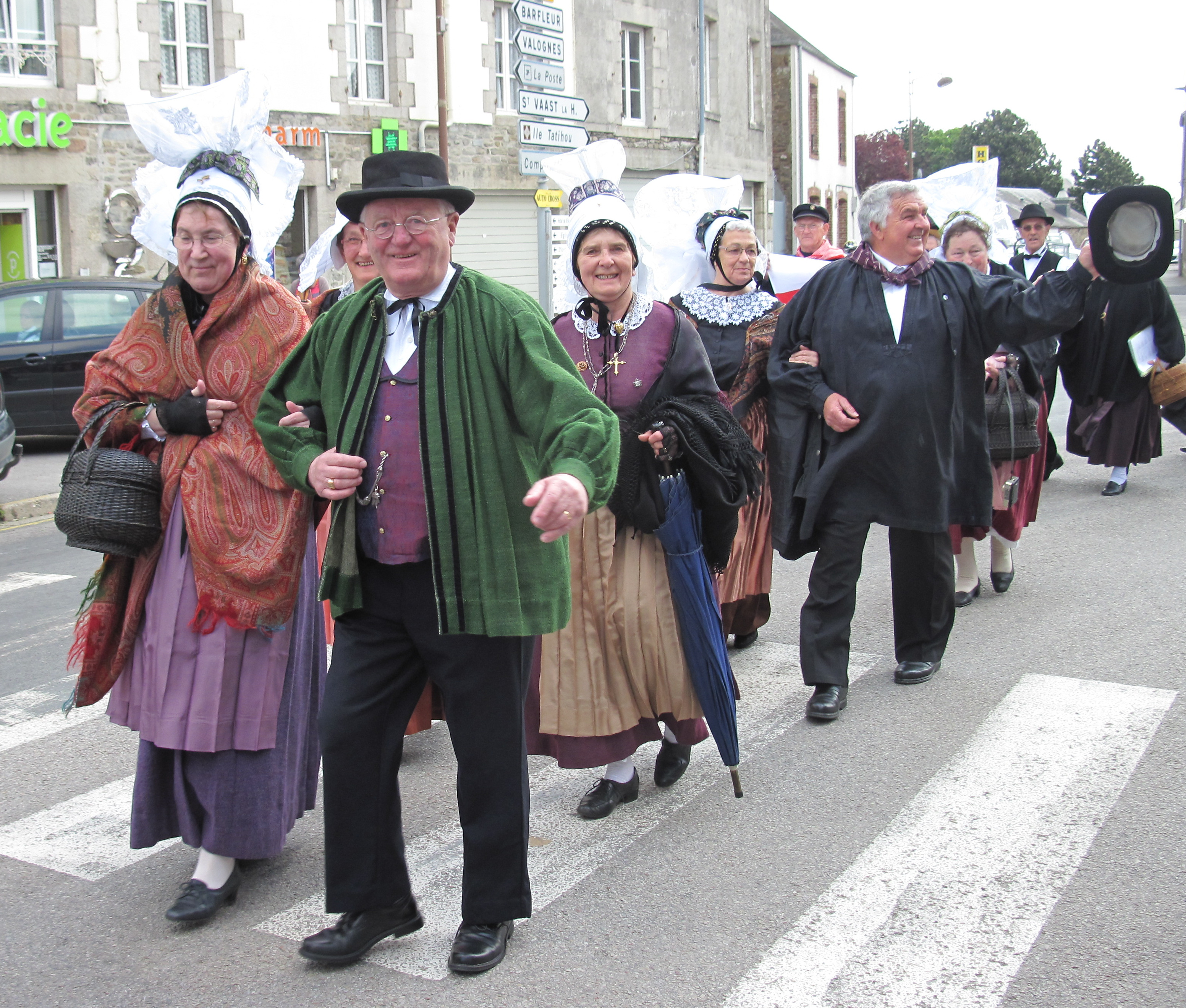
Участники праздника Fête des Rouaisouns в народных костюмах Нормандии, 2013 год

Французский народный костюм (фр. costume populaire française, costume folklorique française, французский традиционный костюм (фр. costume traditionnel française)) является неотъемлемой частью культуры Франции. Как и во многих европейских странах, французский народный костюм сильно различается по региону. Несмотря на официальную политику Франции, провозглашающую всех её граждан французами, Франция является многонациональной страной: помимо французов, в ней проживают другие романские народы: корсиканцы, каталонцы и окситанцы (близкородственны французам, также могут определяться в качестве этнической группы французского народа); эльзасские немцы, кельты-бретонцы, а также баски, чьё происхождение доподлинно неизвестно. В данной статье будут рассмотрены варианты народного костюма, бытовавшие среди именно французов, и, в крайнем случае, окситанцев.
В целом народный костюм оформился к XVII веку и непременно существовал под влиянием городской моды, выйдя из употребления на протяжении конца XIX — середины XX века. Однако отдельные его элементы, вроде сабо, существуют до сих пор. В наше время народный костюм надевается по праздникам (особо ценится народный костюм у патриотов-регионалистов, поддерживающих свои местные традиции, в частности, проводящих конкурсы народного костюма; особой популярностью пользуются праздники савойяров и провансальцев), а также является сценической одеждой ансамблей народной музыки.
Существовало три категории народной одежды: повседневная (она же рабочая), праздничная (надевавшаяся, например, на свадьбы, в ней же и хоронили) и воскресная. Праздничные костюмы, больше подвергавшиеся городскому влиянию, появились после Великой Французской революции 1789 года.
Среди народных промыслов, связанных с одеждой, у французов развиты ткачество, кружевоплетение, вышивание, вязание. Самым распространённым было вязание на крючках и спицах, использовалась толстая шерстяная нить, вязались носки, варежки, шапки и шарфы, причём как и для близких, так и на продажу. В XVII—XVIII веках сложилось несколько региональных традиций французского кружевоплетения. Французские кружева, выполнявшиеся сельскими мастерицами, получили всемирную известность. В современных вариантах праздничного народного костюма используется преимущественно машинное кружево. Для украшения женского костюма в вышивке использовались яркие нити. Также для украшения женского костюма использовалась домотканая лента.

## Ткани
Уже с XIII века появляется дифференциация областей страны по производимым тканям: так, в Аррасе изготовляют лёгкую саржу, в Бургундии, Шампани и Провансе — сукно зелёного и красного цвета. На юге Франции в сельской местности появляется промысел изготовления красного кошенильного красителя.
В Новое время ткацкие станки были широко распространены во французских деревнях. Также они использовались на мануфактурах для производства дорогостоящих ткани вроде бархата. Домотканые ткани же были шерстяными и льняными. Шерстяные нити употреблялись не только при ткачестве одёжной ткани, но и при изготовлении шпалер.
В XVII—XVIII веках большая часть крестьянской одежды шилась из домотканины. Для праздничной одежды и белья употреблялся тонкий холст, а для повседневной — грубый. Верхняя одежда шилась из сукна, в суконную ткань могли вплетаться домотканые холщовые или покупные хлопчатобумажные нити. После революции 1789 года ввиду повышения благосостояния крестьян и промышленной революции на селе распространились фабричные ткани, такие как сукно и шёлк. Одежда шилась сельскими портными за плату, кров и еду. Однако несмотря на влияние городской моды (сельские портные и швеи следовали за последними новинками моды) и распространение на селе более разнообразных материалов, собственно способы пошива одежды изменялись очень мало. Французские ткани ручной работы XVIII века характеризуются орнаментами облегчённой формы: на ровном однотонном фоне разбросаны изящные бутоньерки.
Наиболее распространёнными цветами в народном костюме до промышленной революции были белый, серый и коричневый. Более разнообразная расцветка характерна для женской одежды: так, корсажи были коричневыми, фиолетовыми, голубыми, красными и в полоску; юбки — белыми, серыми, красными, голубыми и изредка чёрными (зачастую полосатыми); а передники — белыми, чёрными, серыми, красными и голубыми.
Помимо одежды в XIX—XX веках на ручных ткацких станках изготавливали половики и коврики.

## Мужская одежда
Основными компонентами мужской одежды были рубаха, штаны, жилет и куртка. Рубаха была короткой, с отложным воротником. Первоначально ворот и манжеты рукавов завязывались на тесёмки, затем они стали застёгиваться на пуговицы. Поверх рубахи надевался двубортный жилет, чаще всего светлых цветов и с металлическими пуговицами. На шею повязывался платок. С XVII-го по начало XIX-го века штаны были короткими, во многом повторяя фасоны сначала плундр, а затем кюлот/бриджей. Такие штаны носились с длинным чулками, подвязавшимися на колене красными или синими ленточками или гетрами, последние могли изготавливаться из того же материала, что и штаны. С 1830-х годов распространились длинные, до лодыжек, штаны. Однако гетры могли носиться и с ними. Штаны опоясывались широким кушаком, а впоследствии — ремнём или стали держаться подятжками. Штаны изготовлялись из однотонных тёмных, а также из полосатых и клетчатых тканей.
Верхней одеждой служили куртки (их французское название — жакет (фр. jacquette) происходит от имени Жак — стереотипного простонародного, прежде всего крестьянского мужского имени, см. Жакерия), сюртуки и блузы-саро (фр. sarrau, biaude). Куртка могла быть как и короткой — чуть ниже пояса, так и длинной, с басками. Блуза появилась в конце XVIII века на севере Франции, распространившись затем по всей стране. Она имела очень простой, туникообразный покрой, подол доходил до середины бедра, рукава с прямыми поликами (деталь, соединяющая полочку и спинку по плечу), на рукавах и у ворота она собиралась в сборки. Блуза была белого или синего цветов. Материалом для изготовления блуз служила холстина. Она носилась поверх всей остальной одежды, и первоначально это был элемент праздничного костюма крестьян (в частности, блузы надевали во время праздников сельских братств). Впоследствии блузу стали носить и во время работ, поскольку она защищала одежду от пыли и грязи. В начале XIX века (в особенности после Июльской революции 1830 года) блузу стали носить и городские рабочие и ремесленники. Блузы были частью обмундирования некоторых армейских подразделений XIX века: так, белёная льняная или хлопчатобумажная блуза носилась во время хозяйственных работ (как и в казарме, так и при походе) служившими в пеших егерских полках императорской Старой гвардии 1804—1815 годов; кроме того, она среди прочих элементов униформы входила в перечень носимых вещей, установленный регламентом 1812 года. Блузы вышли из употребления и на селе, и в городе (у рабочих блузу заменил комбинезон и халат-спецовка), в начале XX века, дольше всего сохраняясь у пастухов в глубинке.
Пастухи в качестве верхней одежды использовали плащи из грубой (например, козьей) шерсти.

## Женская одежда

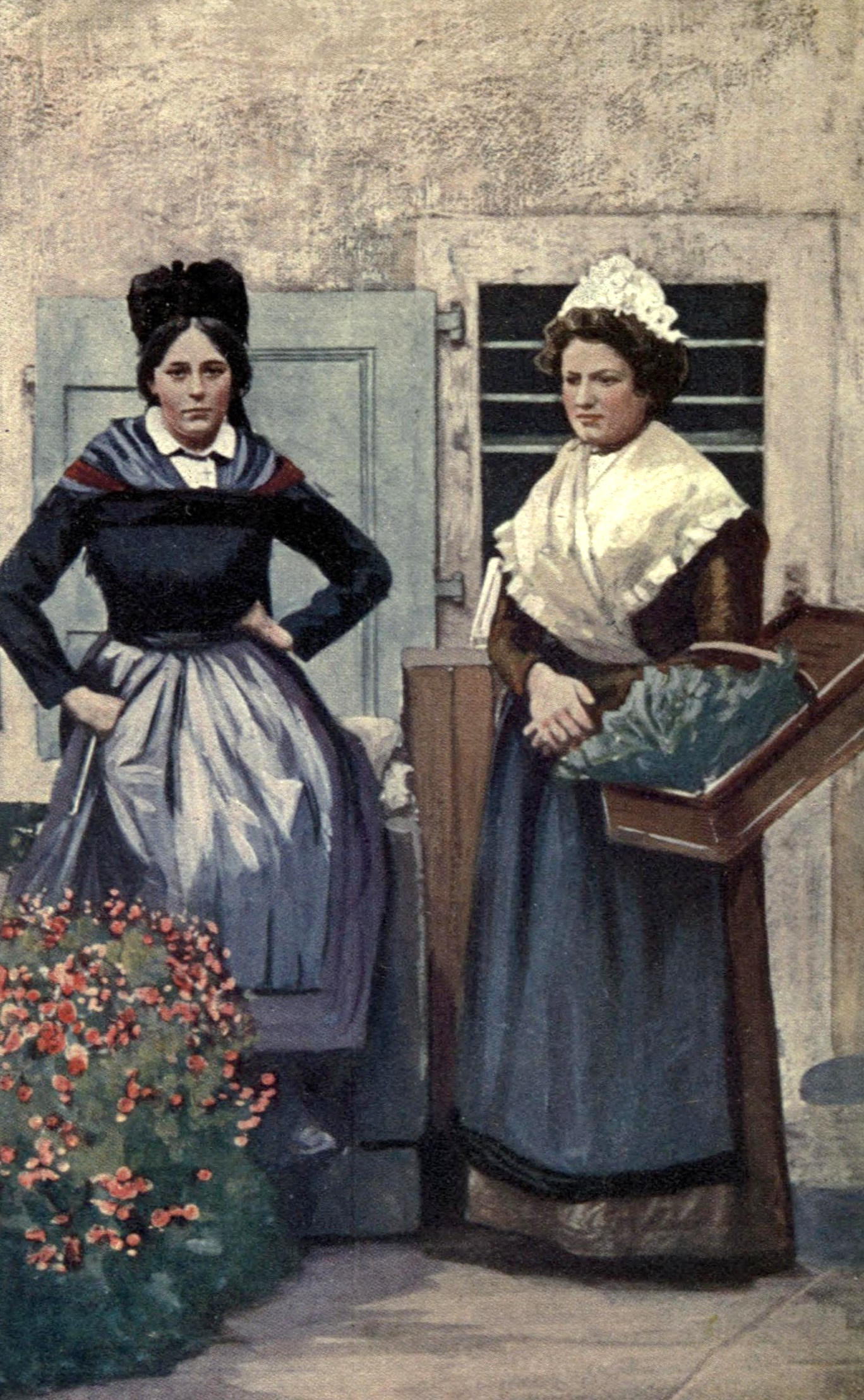
Севеннские крестьянки в народных костюмах, открытка начала XX века

Как и в случае с мужской, женская рубаха была основным компонентом костюма. В отличие от мужской она была длинной: доходила до лодыжек или пола. Она служила нижним бельём, в ней же и спали (ночные рубашки, как и среди мужчин, так и женщин, окончательно и повсеместно (среди селян в том числе) закрепились лишь в 1870—1880-х годах; до этого они были частью гардероба лишь обеспеченных людей). В конце XIX века появляются женские рубахи с короткими рукавами или вовсе без них. Тогда же в гардероб входит ночная фуфайка (фр. camisole) с длинными рукавами и длиной до талии, её надевали, ложась в постель.
Поверх рубахи надевали широкую юбку (сборчатую или имевшую складку; одноцветные юбки могли обладать одной-двумя жёсткими лентами, пришитыми к подолу) и кофту, поверх которых повязывался передник, бывший короче юбки. Передник был обязательным атрибутом женского костюма, женщин без него, согласно французским народным пословицам, считали лентяйками и потаскухами. На плечи накидывали шаль, завязывавшуюся на груди, или её концы закладывали под нагрудник передника. Шаль могла украшаться различными способами — кружевами, вышивкой, бахромой. Корсаж служил непременным атрибутом праздничного костюма. Корсаж, зашнуровывавшийся на груди или застёгивавшийся на пуговицы, надевался поверх рубахи и под кофту.
Бытовали также и кружевные вороты, кроившиеся из двух кусков кружев, образовывавших угол, наподобие угла платка.
В XIX веке на женский костюм оказывает сильное влияние городская одежда. В частности, появляется женское нижнее бельё — панталоны.

## Головные уборы
Мужскими головными уборами служили вязаные и тканые (например из хлопка) шапки-колпаки с помпоном на конце (фр. bonnets, bonnets a coton), широкополые соломенные и фетровые шляпы (в XVIII-м веке носили треуголку, сохранявшуюся у стариков и в начале XIX века), по праздникам носили шляпы-цилиндры. Колпаки, позаимствованные из быта дворян и среднего класса (где были головным убором для домашней неформальной обстановки и сна), сначала ремесленниками и матросами, а затем крестьянами, особо ценились жителями побережий, в частности, Нормандии. Колпак имел прежде всего практическую функцию: он, будучи затянутым на уши, защищал голову от холода, ветра и непогоды. Как правило, колпаки были светлых цветов: например, голубые или белые. В XIX веке колпаки изготовлялись на круглоткацких станках. Поверх колпака могла надеваться шляпа, например, для защиты от дождя. С конца XIX — начала XX века непременным атрибутом французских рабочих и крестьян был берет. Также французские рабочие носили кепку.
Женщины носили разнообразные чепцы, имевшие множество форм и видов в зависимости от местности. Праздничные чепцы украшались вышивкой, кружевом и лентами, в быту носили более простые чепцы, удобно облегающие голову, а также косынки. В XVIII—XIX веках, как правило, чепцы были мягкими и обладали оборками, так и длинными, как и короткими. В случае чего поверх чепцов могли надевать шляпу (например, соломенную, на юге страны соломенные шляпы были плоскими) или повязывать косынку. Во многих местах по всей Франции, а особенно в Бретани, Дё-Севре и на территории современного региона Центр, чепцы хранились в специальных ящичках. Традиционные женские головные уборы сохранялись и в середине XX века в долинах Альп, в глухих районах Центрального массива и в Руссильоне.
Ложась спать, мужчины в гигиенических целях и для сохранения тепла надевали ночной колпак, похожий на дневной, но с большей длиной, женщины повязывали на голову плат или надевали чепец, завязывавшийся под подбородком и украшавшийся кружевом. Иногда, для удобства одевания и большей теплоизоляции внутреннюю сторону ночного колпака отворачивали наружу. Эта практика имела и другую цель: без отворота конец с помпоном/кистью мог мешаться под головой спящего или застревать под подушкой, тем самым мешая спать, в то время как отвороты фиксировали конец в более-менее одном положении, тем самым обеспечивая спокойный сон. Также в качестве ночного могли использовать и обычный, дневной колпак.

## Обувь
Самым распространённым видом обуви были сабо — деревянные башмаки, выдолбленные из одного куска дерева. В XVII—XVIII веках сабо служили уличной и рабочей обувью, их надевали поверх кожаных башмаков. Однако впоследствии сабо распространились и как самостоятельная обувь (среди женщин, до этого во время работы носивших деревянные сандалии-патены или калоши с деревянной подошвой, сабо распространились в середине XVIII века, когда размеры крестьянских участков увеличились, и женщины стали вынуждены работать в поле вместе с мужчинами). Сабо защищали ноги от грязи и влаги. Чтобы сабо не соскальзывали при подъёме ступни, между верхней частью стопы и верхом сабо подкладывали солому. В женских сабо для аналогичной цели использовался кожаный ремешок, прикреплённый к подошве. Как рабочая обувь, деревянные сабо носились в некоторых деревнях и в 1960-е годы, сейчас производятся резиновые сабо, также использующиеся в качестве рабочей обуви. Также обувью служили кожаные туфли, башмаки и сапоги. На юге были распространены эспадрильи с парусиновым верхом.

## Свадебный костюм
К свадьбе полагалось носить новую одежду, но случалось, что невесты, для поддержания семейной традиции, надевали платья своих матерей и бабушек, хранившиеся в сундуках, а бедняки могли одалживать одежду у соседей. Как было указано выше, подвенечная одежда могла служить и в качестве погребальной. Костюмы жениха и невесты в целом соответствовали тому или иному региональному варианту народного костюма.
В XVIII-м веке свадебная одежда был яркой, с преобладанием красного цвета, с начала XIX века использовался в основном чёрный цвет (обязательным он считался на Корсике, в Руссильоне, Савойе, Пикардии, долине Луары, Эльзасе и Лотарингии). Чёрное платье невесты дополнялось цветным передником, шалью, отделанной позументом, и ярким пояском, а чёрный костюм жениха — цветным жилетом. В конце XIX — начале XX века жилет уже был чёрным или белым, а широкополую шляпу сменил котелок. Также платье невесты могло быть белым. Голову невесты украшали вуаль (с середины XIX века) и венок из флёрдоранжа (могли использоваться искусственные цветы, золотая фольга, перья и ленты) поверх шапочки или иного головного убора (в целом головные уборы невесты очень сильно различались в зависимости от места). Надевание венка было отдельным обрядом. Невесте его надевали бабушка, отец или мать, иногда священник в церкви, но чаще всего приглашённые на свадьбу девушки во главе с подружкой невесты (фр. fille d’honneur); процесс сопровождался специальными песнями. Снимали венок перед брачной ночью те же лица, что и надевали его. После свадьбы венок вешали в парадной комнате в качестве украшения интерьера, его помещали на каминной доске под стеклянный колпак. Вуаль изначально была длинной, к началу XX века она укоротилась. Традиционный свадебный костюм был вытеснен городским в 1920-е годы.
Костюм невесты Центрального массива в XVIII веке состоял из шерстяного платья вишнёвого цвета, красного передника, белой шали с вышивкой красными нитями на плечах, белых или чёрных чулок и туфель с чёрными бантами. Жених носил красную куртку, белый или красный жилет, таких же цветов шейный плат и ботинок с серебряными пуговицами, головной убор — чёрная шляпа.
Как и у многих народов мира, у французов множество элементов свадебной одежды носило особую семантику, связанную с браком, зачатием и деторождением. Наиболее всего её олицетворяли передник, туфли, пояс и чулочная подвязка в костюме невесты. Передник, непременный атрибут женского костюма, также олицетворял целомудренность невесты, во многих областях он служил элементом ухаживания. Так, в Анжу и Пикардии, молодой человек во время беседы, улучив момент, старался тихонько развязать тесёмки, и, если девушке нравился парень, то она не завязывала их, а оставляла свободно свисать. Пара обуви символизировала единение брачующихся. Во многих местах, например, в Лангедоке, в обувь невесты клали монетку, в иных ради спасения от сглаза в одну из невестиных туфелек клали соль или просо. Существовал известный по сказке Шарля Перро «Золушка» обычай, согласно которому все участники свадьбы примеряли туфли невесте, но только жениху сопутствовала удача. Обычай варьировался в зависимости от области: в некоторых местах жених одновременно с надеванием туфель завязывал подвязку, порой вместо жениха их могли примерять его самые близкие родственники; или это проделывал не жених, а дружка (фр. garçon d’honneur), прибывший за день до венчания в составе свиты жениха. Впоследствии ритуал дарения женихом невесте туфель упростился. Пояс служил одним из главных подарков жениха, завязывание узла на нём символизировало укрепление супружеского союза. Пояс бережно хранился, часто на нём подвешивали колыбель для новорождённого. Зачастую жених с разрешения будущего тестя надевал его на свою нареченную в день помолвки (в Берри) или после венчания. Если пояс имел право снимать только будущий муж, то обряд надевания пояса исполнялся разными близкими невесте лицами. Иногда или отец, или же крёстный надевал пояс девушке при помолвке, что воспринималось как признак невинности. Пояс и туфелька являлись предметом традиционных французских свадебных игр, так дружка мог «выкупать» туфельку невесты, пару могли тайком стащить с невесты во время свадебного пира, забравшись под стол, а, например, в Лионне перед танцами невестины туфли могли заменить на сабо. В отдельных провинциях (например, в области Юрепуа в Иль-де-Франс) в случае, если у молодой жены к определённому сроку не наступала беременность, свадебные туфли принято было уничтожать. Вообще, те или иные формы уничтожения свадебной обуви, вроде сжигания, приурочивались к карнавалам.
В костюме жениха не было столь многочисленных обрядовых деталей. Его существенным элементом являлась рубаха, дарившаяся невестой и бывшая на женихе на протяжении дня свадьбы с самого утра и вплоть до брачной ночи.

## Региональные различия
Региональная дифференциация проявлялась во французском народном костюме ещё в XVIII веке (в отличие от прошлого столетия, когда по всей Франции народный костюм был практически одинаков), но наиболее заметной она стала в следующем, XIX-м столетии. Как правило, различия присутствовали в покрое и внешнем виде (например, цветовой гамме) определённых элементов костюма, в то время как основные были одинаковыми по всей Франции. В каждой исторической области было по несколько вариантов костюма.

### Нормандия
Для народного костюма Нормандии характерна тёмно-синяя, зелёная и тёмно-фиолетовая гамма.
В Нормандии блуза наиболее прочно вошла в быт, став полноценной частью этого регионального варианта французского народного костюма. Она была синего цвета и вышивалась белыми нитями по плечам, манжетам и вокруг выреза ворота. Помимо блузы, мужской костюм вполне типичен: рубаха, жилет, штаны с гульфиком-клапаном (фр. pantalon a pont), шейный платок (надевавшийся «на выход» и по праздникам), и кепка с колпаком в качестве головного убора. Популярным мужским аксессуаром был зонт.
Женский нормандский костюм также довольно типичен: он состоял из кофты, корсажа, юбки и украшенного вышивкой передника или фартука, который крепился булавками к корсажу. Головным убором служил накрахмаленный муслиновый чепец-куафф (фр. coiffe) на жёстком каркасе, разнообразных форм, чаще всего цилиндрический. Обязательным элементом были ниспадающие с чепца воланы (фр. barbes), обрамлявшие лицо. В 1850-е годы большие куаффы вышли из употребления, и им на смену пришли более простые чепцы круглой формы (фр. pierrot). Помимо Нормандии подобные высокие цилиндрические чепцы среди регионов Франции были распространены лишь в Бретани. Уникальным предметом нормандской бижутерии является местная разновидность колье в виде овальных пластинок, соединённых цепочками, оно символизирует покорность женщины. Существует версия, что происхождение колье будто бы своими корнями уходит во времена рабовладельческого строя, поскольку подобное украшение якобы надевалось на шею рабам.
Девственницы, в отличие от замужних женщин, имели право украшать причёску маленькими зеркалами, закреплявшимися на затылке под шиньоном. Подобная практика также бытовала и в Вандее, но вместо зеркал использовались металлические бляшки.
В народном костюме Нормандии колпаки появились в середине XVIII-го века. Во времена первой Империи (в правление Бонапарта) колпак был в таком фаворе, что из мужского гардероба его позаимствовали и женщины. Чепцы из женского гардероба не исчезли, однако колпаки были распространённым повседневным и рабочим головным убором среди женщин, и в какой-то момент мода на колпаки дошла до такой степени, что их надевали даже в церковь. Духовенство протестовало против ношения колпаков женщинами и называло их «отвратительным головным убором» (фр. coiffure abominable). Нормандки, в отличие от мужчин, носили колпаки разными способами: закидывая конец с кистью/помпоном то влево, то вправо, то вперёд, то назад. Фредерик Галлерон (фр. Frédéric Galleron), посвятивший истории Фалеза свой труд «Falaise et son arrondissement» в нескольких томах, упоминает, что почти все жительницы Фалеза носили колпаки (даже коричневые и цвета экрю), некоторые из них поверх надевали чепцы-куаффы с воланами. Галлерон считает, что ношение колпака женщинами некрасиво, оно «придаёт женскому лицу некую дерзость, невольно вызывает отвращение» (фр. cette coiffure donne d’ailleurs à un visage féminin quelque chose d’effronté, qui en dégoûte involontairement), и предполагает, что у жительниц Фалеза довольно мало чувства собственного достоинства, раз они позволяют себе надевать колпаки. С другой же стороны, писательница Амели Боске (фр. Amélie Bosquet) восхищалась и умилялась женскими колпаками, она писала, что подобный головной убор весьма идёт женскому лицу. Также восхищался женскими колпаками и художник Луи-Мари Ланте (фр. Louis-Marie Lanté), известный в том числе и тем, что зарисовывал варианты народного костюма со всей Нормандии. Колпаки изготавливались на фабриках в Фалезе, где с давних времён существовал промысел изготовления шапок и колпаков. Но к началу XX века фабрик осталось очень мало, да и те стали переходить на производство трикотажных тельняшек в тёмно-синюю полоску. К 1920-м годам женщины носили колпак только в некоторых нормандских бокажах.
Шилась одежда из местных льна и конопли. В Руане и Больбеке в XVIII веке было множество мастерских по производству набивных тканей.

### Овернь

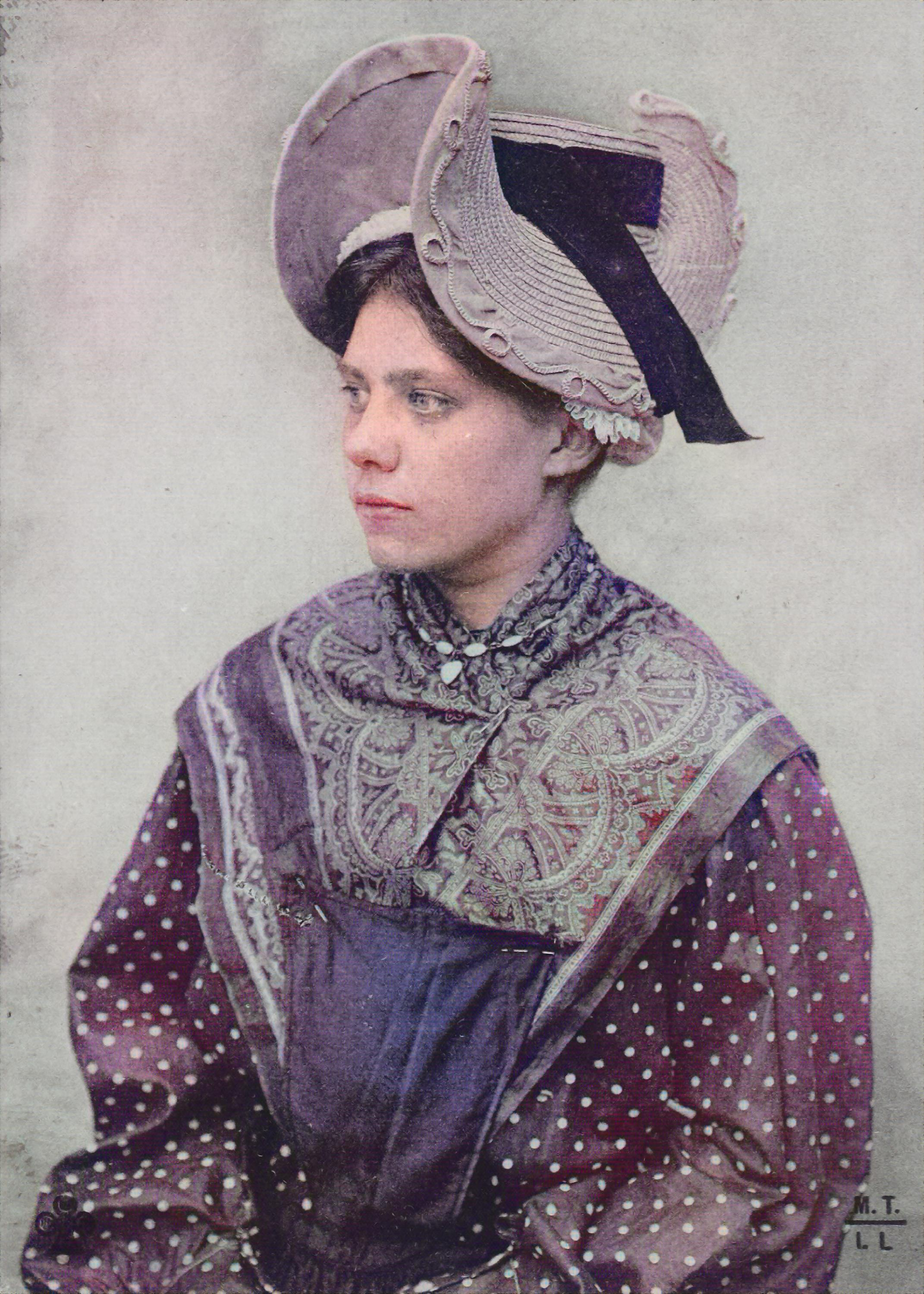
Женский костюм Бурбонне. Почтовая открытка, 1900 год

Примером овернского костюма можно назвать народный костюм области Бурбонне, расположенной в самом сердце Франции и входящей в состав Оверни. Ныне большая часть Бурбонне входит в состав департамента Алье. Женское нижнее бельё состояло из рубахи и полосатой нижней юбки, а впоследствии и панталон. Одевавшаяся поверх рубахи одежда отличалась в зависимости от места: так, на западе Бурбонне носили платье из сшитых вместе (хотя и разных цветов) корсажа и юбки, на гористом юго-востоке корсаж и юбка были разделены. Рукава платья могли присбориваться. Из-под верха корсажа/платья была видна верхняя часть рубахи с воротом, и в конце XIX века это была единственная видимая часть рубахи, в то время как в начале-середине XIX века также были видны и рукава рубахи. Юбка широкая, плиссированная по бокам и гладкая спереди и сзади. Подол юбки/платья был примерно на 20 см выше от кончиков сабо. Поверх юбки повязывался фартук, чей внешний вид различался: иногда у него были карманы, иногда он свисал с талии, но довольно часто у фартука имелась «грудка», прикалывавшаяся к корсажу. Носившаяся на плечах шаль-фишю концами затыкалась за грудку фартука. Повседневная шаль для тёплой погоды была из простого набивного хлопка, для прохладной — из шерсти, праздничные — возможно, из шёлка, а иногда из тонкого льна с белой вышивкой. Головным убором женщин был чепец, тыльная часть которого вышивалась белым по белому, а края могли украшаться гофрированным кружевом. Существовали чепцы и с длинными, до плеч, воланами. Одним из непременных аксессуаров был нательный крестик, часто на бархатной ленте. Верхней одеждой служил длинный плащ без капюшона, который можно было накидывать и на голову.
Мужской костюм Бурбонне типичен для Франции: рубаха, штаны, шейный платок, жилет, куртка, синяя блуза и широкополая шляпа (порой поля были такие широкие, что для того, чтобы их края не свисали, а были направлены верх, их скрепляли шнурками, отходившими от тульи). Иногда со штанами носили гетры.
Обувью и мужчин, и женщин, служили сабо, одевавшиеся на шерстяные чулки. Женские сабо могли краситься в чёрный цвет, а порой украшаться резьбой. Также у женских сабо мог быть кожаный ремешок.
Народный костюм Бурбонне сохранялся и в конце XIX-го века, так, художник Виктор Люэр (фр. Victor Lhuer), проживавший там в это время, запечатлел на своих рисунках в том числе и народный костюм, таким образом, создав бесценный источник информации о нём.
Характерным женским головным убором Оверни, распространённым от Мулена на севере до Варен-сюр-Алье на юге и от Луары на востоке до территории заповедника Форет-де-Тронсэ на западе, была носившаяся поверх чепца соломенная шляпка с полями, низко и плотно загнутыми по бокам, и высоко торчащими спереди и сзади (фр. chapeau à deux bonjours), украшавшимися по краям двумя бархатными полосами — чёрной и красной, на чёрной была тесьма из соломы, а вокруг тульи повязывалась широкая чёрная лента. Наиболее известными являются экземпляры именно из Бурбонне. В частности, эмигрировавший во Францию после революции Михаил Прокудин-Горский в своей серии портретов этнографических типов французских женщин в народных костюмах 1930-х годов зафиксировал и народный костюм Бурбонне с той самой шляпой.
Для плетения кружев в Оверни использовали длинные коклюшки.

### Прованс

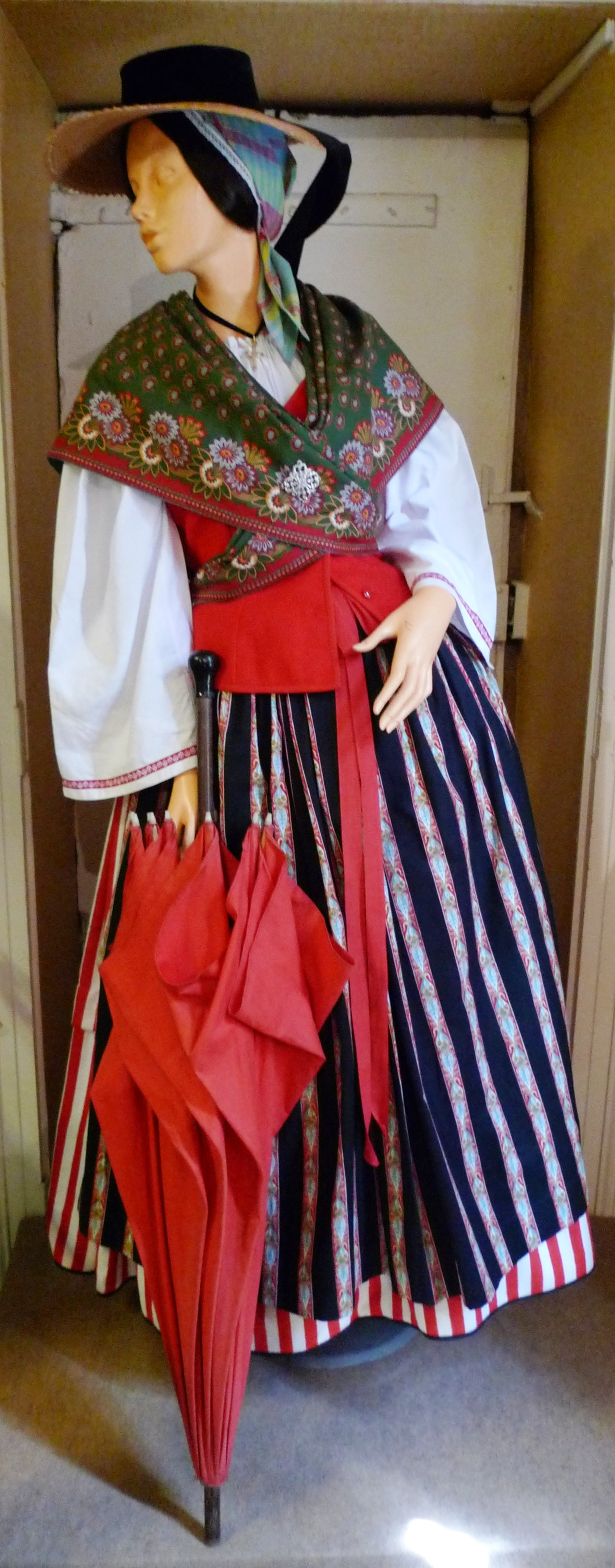
Народный костюм из окрестностей Ниццы из собрания Музея старой Тулузы

Изучением народного костюма Прованса в начале XX века занимался поэт и фольклорист Фредерик Мистраль. Провансальский народный костюм отличается относительной яркостью тканей и особой элегантностью.
Прованс славится своим промыслом изготовления набивных тканей, существующим с XVII века, и основанный на аналогичных индийских хлопковых набивных тканях. Ряд мастерских в Провансе (а также Лангедоке, Сентонже и Нормандии) были основаны гугенотами (так, в 1654 году в Марселе производитель игральных карт Бенуа Гантом при помощи индийцев открыл мастерскую по производству набивных тканей; в 1677 году производство набивных тканей было налажено в Авиньоне, а на следующий год — и в Ниме), однако отмена в 1685 году Нантского эдикта нанесла большой удар по производству набойных тканей в стране ввиду изгнания мастеров-гугенотов, хотя, судя по документам, гугенотские мастерские продолжали работать нелегально. В XVIII веке центром производства набивных тканей в Провансе был крупнейший город области, Марсель. Узоры наносятся вручную с помощью деревянных форм, они состоят из стилизованных изображений цветов, фруктов или оливы, сменяющих друг друга. В узорах используются яркие цвета, такие как жёлтый, синий и розовый.
Мужской костюм варьировался в зависимости от занятий их носителей. Так, пастухи носили синие или серые блузы, гетры и башмаки с подошвой, пробитой гвоздями, верхней одеждой служил плащ из овчины, а головным убором — берет. Праздничная мужская одежда состояла из длинных штанов, бархатных жилетов и куртки, головными уборами служили фетровые шляпы или береты.
Женский костюм Прованса состоял из платья с длинными рукавами, кружевными манжетами и пышным подолом или комплекта из кофты и юбки, приталенного корсажа, шали и довольно узкого фартука в полоску. Основным головным убором служил чепец, поверх которого надевали плат или соломенную шляпу. Кружевные провансальские чепцы дополняли длинные белые ленты, чаще всего бывшие декоративными, но иногда завязывавшиеся под подбородком.
В Верхнем Провансе юбки были сборчатые, они изготовлялись из хлопчатобумажных тканей пастельных тонов с цветочным рисунком. Корсажи — чёрного или белого цвета, с длинными рукавами. Шаль застёгивалась спереди на поясе. Фартук маленький, отдалённо напоминающий баску, он также мог быть белым или чёрным. В Нижнем Провансе юбки были полосатые — в сине-красную или жёлто-белую полоску. Передники и шали были белого цвета, кофты с длинными рукавами. Головным убором женщин нижнего Прованса являлся маленький чепчик-капор, ношение которого в зависимости от местности варьировалось — концы могли завязываться под подбородком, на затылке или вовсе свободно спадать.
В окрестностях Тулузы женский костюм выглядел следующим образом. Основой служили длинная рубаха из льняного или хлопкового холста, украшавшаяся кружевом или вышитыми фестонами на вырезе и проймах (на некоторых старинных экземплярах присутствуют инициалы владелицы) и панталоны до колен, с низом, украшенным кружевом, и цветными лентами для регуляции ширины штанин. Поверх рубахи надевали две нижние юбки (полосатую с учкуром, а поверх — белую с учкуром и зачастую кружевом по подолу) и блузку из более тонкого холста, одно- или разноцветного, рукава могли быть как и длинными, так и короткими, в зависимости от времени года. Чаще всего рукава были широкие, со сборками. Также поверх рубахи надевали кофту-корсаж (фр. casabet, casaves, casabé), материал изготовления которой, а также рукава, различались от времени года. Также поверх рубахи надевали широкую юбку из однотонной или полосатой ткани, регулировавшуюся с помощью учкура. Юбки были ярких цветов — бордо, красный, зелёный, синий и т. д. Поверх юбки повязывали передник (фр. davantal), с двумя большими карманами по бокам и несколькими складками, повседневные передники изготовлялись из хлопчатобумажных тканей, праздничные — из атласа и украшались кружевом и лентами. На плечи накидывали шаль треугольной формы, концы затыкались в кофту или перекрещивались на уровне живота. Летние шали изготовлялись из шёлка или тюля, зимние — из кашемира и бархата. Головным убором служили косынка (фр. и окс. moucadou del cap), завязывавшаяся на затылке, и носившаяся в быту, широкополая соломенная шляпа (фр. palhola), с тульей, перевитой тёмной лентой, надевавшаяся поверх косынки во время работ, а также чепцы. В винодельческих районах во время работы носили чепцы-капоры на деревянном каркасе.
Мужской костюм из окрестностей Тулузы состоял из белой рубахи (из хлопка, льна или пеньки), чёрных или серых штанов (как и однотонных, так и полосатых), опоясывавшихся фланелевым кушаком (фр. talhola) красного, синего, чёрного, а с XX века — также серого, коричневого или бежевого, поверх которых надевали жилет. На шею повязывали плат. В холода, а также во время некоторых видов работ носили синие или чёрные блузы со свободными рукавами (как и сборенными, так и нет). В качестве повседневного головного убора носили берет или соломенную шляпу, по воскресеньям и на выход носили широкополую фетровую шляпу.
Повседневной и рабочей обувью служили сабо с подкладкой из соломы, по праздникам и на выход носили чёрные кожаные туфли, женские были с маленьким ремешком и небольшим каблуком.

### Шампань

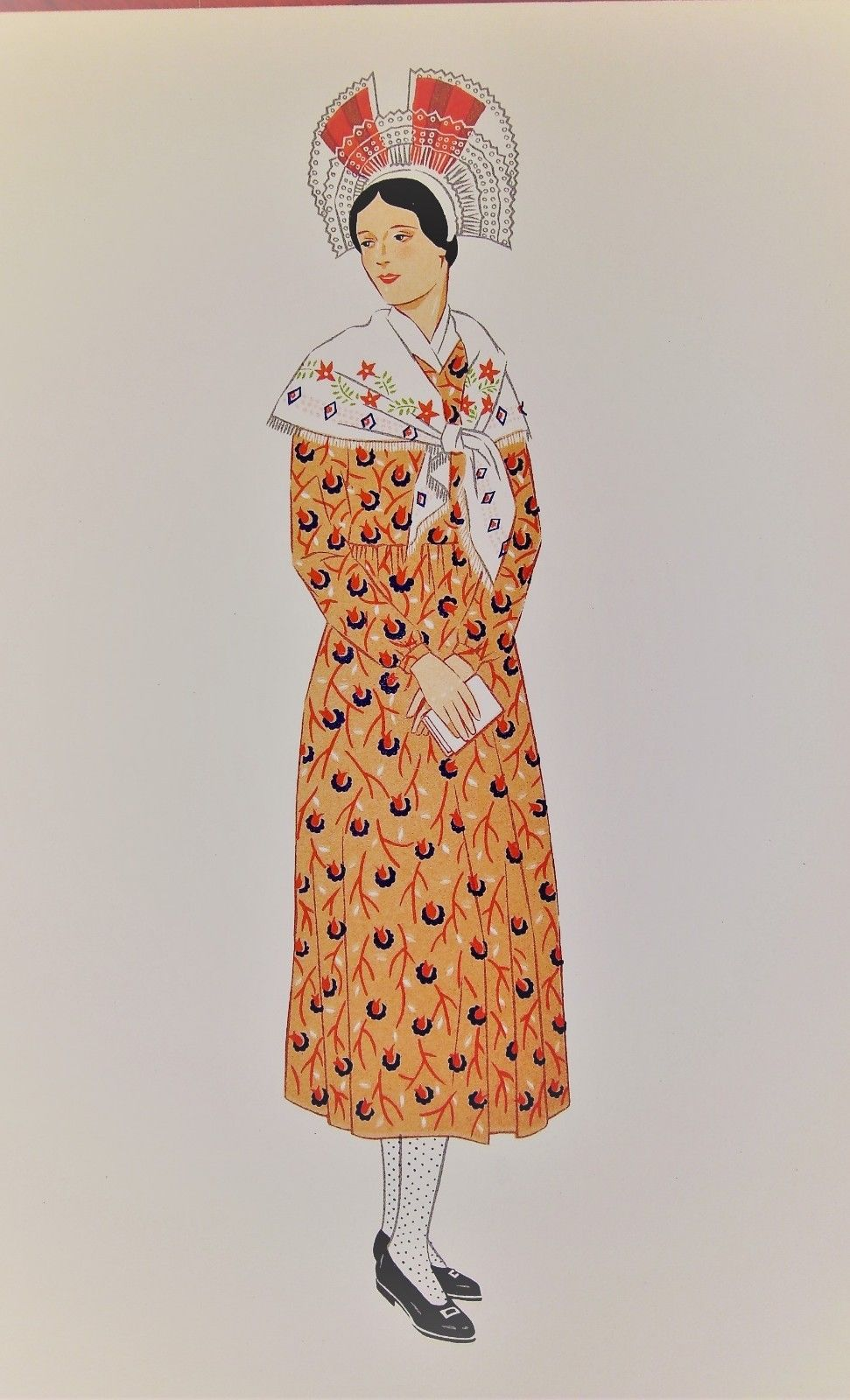
Женский костюм Шампани, рисунок 1930 г.

Примером народного костюма Шампани можно назвать костюм из города Шалон-ан-Шампань и его окрестностей начала-середины XIX века (особенно во время Июльской монархии), именно к 1840—1850 годам разнообразие региональных вариантов достигает своего пика. В частности, одежду жителей этого города запечатлел художник и гравёр-литограф Луи Барба (фр. Louis Barbat), написавший проиллюстрировавший свой труд «История города Шалон-сюр-Марн и его памятников» (фр. Histoire de la ville de Châlons-sur-Marne et de ses monuments), впервые изданный в 1855 году, а в 1865 году появилось второе издание. Эта книга является бесценным источником информации об одежде жителей Шалон-ан-Шампани на протяжении времени, не исключая и рассматриваемый в данном подразделе период.
Самым простым вариантом женского костюма была рубаха (как и по всей Шампани, изготовлявшаяся из конопли) с фартуком поверх неё, это был летняя рабочая одежда. Другим простым вариантом было ношение с рубахой одной нижней юбки. Стоит отметить, что в шалон-ан-шампанском женском костюме того периода существовало два варианта нижних юбок: один — из тонкого белого холста, иногда украшавшегося кружевом и тюлевым рюшем; второй (фр. cotillon) — из серого холста в красную/синюю/фиолетовую полоску. Нижние юбки первого варианта использовались в праздничных костюмах, а вторые, как уже было указано выше, носились, в том числе, и с одной рубахой. Поверх рубахи надевались как и платье с корсажем (фр. robe a corselet), так и корсаж и юбка по отдельности. Поверх платья/корсажа с юбкой уже надевалась кофта (фр. caracot, cochot), хотя одеваться могла и на рубаху. Кофту могли заправлять в юбку, так и носить поверх неё. Вполне возможно, что ансамбль из юбки и корсажа был повседневной одеждой, а платье с корсажем было праздничной. Также были распространены платья с приталенными рукавами, модными после революции 1789 года, и вновь вставшими модными около 1845 года; платья с широкими рукавами-буфами, модными в 1830-х и в начале 1840-х годов (ширина буфов получалась с помощью ластовиц между обычными швами и посередине начёса). Поверх юбки/платья повязывали фартук, носившийся и с праздничной одеждой. Изготавливались фартуки из грубой конопляной ткани фр. boura или белого тюля. Праздничные фартуки изготавливались из хлопка, были в клетку или чёрные. Фартуки могли затыкаться за пояс. На плечи набрасывали шерстяные или кашмировые шали белого, коричневого, синего и чёрного цветов. В Шалон-ан-Шампани и окрестностях шаль никак не закреплялась, однако в других местах Шампани концы шали затыкались за передник и фартук. Поверх всей одежды носили плащи с рукавами из шерстяной ткани коричневого или фиолетового цвета. На голове женщины носили разнообразные чепцы и широкополые соломенные шляпы.
Базовый комплект мужской одежды состоял из брюк и рубахи. Мужская рубаха, по покрою во многом бывшая схожей с женской, изготовлялась из конопляных тканей и имела разрез спереди. Ворот, изначально державшийся на завязках, ориентировочно с 1840 года застёгивается на пуговицы. Однако ни завязки, ни пуговицы не доходили по всему разрезу, из-за чего оставалась большая прореха, сквозь которую был видна грудь. Штаны изготавливались из тёмных тканей (например, чёрного или коричневого цветов), а также из серого твила, спереди присутствовал гульфик-клапан (он же лацбант), бывший по сути, единственным видом гульфика в те годы и сохранившийся на флоте до наших дней. Карманы боковые. Сзади, для регулировки ширины по талии была шнуровка. Кюлоты вышли из употребления в самом начале XIX века, к 1830-м годам штанины брюк были длинными. Поверх рубахи и штанов надевался жилет, сзади для фиксации по талии присутствовал ремешок. Ко времени царствования Луи-Филиппа на вырезе жилета появляются лацканы, до того момента отсутствующие. Повседневные жилеты шились из холста или белого пике, жилеты для выхода в свет шились из атласа, парчи, бархата и вышивались. Верхней одеждой служили блузы, куртки, как и короткие, так и удлинённые, с фалдами; и плащи из тёмной (коричневой или чёрной) шерстяной ткани, у многих был широкий ворот, у других — капюшон. Богачи, следовавшие городской моде, носили сюртуки-рединготы. Головными уборами служили чёрные фетровые шляпы с широкими полями (тулья могла быть как и плоской, так и полукруглой), картузы, хлопковые колпаки с кисточкой (носившиеся с концом с кисточкой, закинутым назад), а у зажиточных горожан и селян — цилиндры.
Одежда детей ничем не отличалась от одежды взрослых (хотя на некоторых иллюстрациях к вышеупомянутой книге можно увидеть детей с подпоясанными, как у косовороток, блузами).
Обувью служили сабо, кожаные туфли и башмаки.
Другим примером народного костюма Шампани можно назвать костюм департамента Верхняя Марна. Жители данного департамента исторически занимались лесообработкой и литейным производством, а до конца XIX века — и виноградарством. Таким образом, для верхнемарнского народного костюма характерны простота (не доходящая, впрочем, до видимой бедности) и вместе с этим функциональность.
Женская рубаха обладала прямым, без вытачек, кроем. Рукава довольно короткие, самые длинные доходили до локтя. Как и в Шалон-ан-Шампани, полосатые нижние юбки были повседневными, и во время работы могли носиться вместо верхних, а белые надевались по праздникам и воскресеньям. Чулки доходили до колена. В конце XIX века стали носить панталоны. Поверх этого базового комплекта, как и по всей Шампани, носили кофту и юбку. Кофта была распашной с рядом пуговиц по всей линии разреза. Желательной была однотонность этих элементов: если кофта была в клетку или однотонной, то такой же должна была быть и юбка. Зимние кофты и юбки изготовлялись из плотной шерсти, а летние из хлопкового пике. С.
Чепцы, ввиду упоминавшейся выше общей простоты и удобства носки костюма, не были вычурными, они закрывали голову и защищали её от веток деревьев. В солнечную погоду поверх чепца или прямо на волосы надевали ещё один, в виде капора (фр. béguinette, bagnolet, местное название — фр. halette), изготовлявшийся из холста или кретона на каркасе из тонкой лозы (в некоторых поселениях каркас был из картона, что придавало готовому изделию жёсткость). Такие капоры довольно типичны в винодельческих регионах вроде той же Шампани, например, их носили и в Шалон-ан-Шампани.
Мужской костюм был ещё более сдержан, чем женский. Мужские рубахи были свободные, праздничные были льняными, а рабочие — конопляными, хотя во втором случае воротник и манжеты всё равно изготовлялись из льна или тонкого хлопка. Поверх рубахи носили жилеты, в том числе и с рукавами. Известны были и блузы, из синего холста, нарядные блузы украшались по вороту, манжетам, плечам и прорезям карманов тамбурной вышивкой белыми нитями. Штаны (как и кюлоты, так и длинные) были вельветовыми, праздничные штаны были тканевыми. Головными уборами служили колпаки (известен вязанный из хлопкового джерси экземпляр колпака из Верхней Марны, являющийся двусторонним, если один конец был грязной, то её переворачивали и носили чистой стороной) и шляпы.
Народный костюм в Шампани вышел из употребления в конце XIX-го, а кое-где — в начале XX века.

### Турен
К 1850-му году мужчины носили рубаху, штаны, клетчатый шейный плат, шерстяной жилет, куртку и блузу поверх них; женщины носили корсаж и тёмное платье поверх рубахи (также иногда комплекс из юбки и кофты), на плечах — чёрную шаль. Мясники и пастухи носили чёрные блузы, а крестьяне — синие. Головным убором крестьян служили широкополые фетровые шляпы, а верхней одеждой — длинный плащ. Женщины носили на голове подвязывавшиеся на затылке белые чепцы (фр. bonnet tourangeau), с вышитыми белыми же нитями верхами. В вышивке использовались растительные орнаменты — цветочные мотивы, первые экземпляры вышитых туренских чепцов датируются 1840-ми годами, изначально женщины вышивали узоры на чепцах на дому и для себя, с 1870-х годов дизайн узоров на чепцах предлагался художниками, а вышивальщицы стали объединяться в артели, где также подготавливали новых. К концу XIX века окончательно складывается промысел туренской вышивки, столица Турени Тур и Шательро становятся важными производственными центрами, и влияние туренской вышивки распространяется и на соседние области. Помимо чепцов, вышивали платки, шали и женские съёмные вороты. В первой половине XIX века, судя по изобразительным источником, туренский костюм выглядел практически так же, женщины носили кофты расклёшенные юбки с передником поверх или платья с короткими рукавами-буфами. Обувью служили сабо.
Народный костюм вышел из употребления в начале XX века: в частности, перестали носиться хлопковый жилет, ночной колпак, фланелевый кушак, а подтяжки у молодёжи были заменены ремнями. Популярным мужским головным убором в XX веке стали кепки и береты. Женщины в начале XX века всё ещё сохраняли длинные юбки и тёмную гамму своей одежды, но чепцы надевали реже (производство новых чепцов также постепенно сошло на нет, во время Первой мировой войны вышивальщицы, вынужденные заменить ушедших на фронт мужей, братьев, сыновей, пошли на фабрики и виноградники). Деревянные сабо также были заменены резиновой и кожаной обувью.

### Лимузен
Повседневная женская одежда Лимузена состояла из длинной конопляной рубахи с рукавами в три четверти (также рукава могли быть короткими), нижнюю юбку из простого белого хлопка, верхнюю шерстяную юбку из тёмной полосатой ткани, шерстяной корсаж на шнуровке, и очень длинного, до подола юбки, передника, изготовлявшегося из льна или хлопка неярких светлых или тёмных цветов. Во время работы лимузенки носили косынки из узорчатой ткани. Мужской рабочий костюм Лимузена состоял из белой рубахи из льна или конопли и чёрных бархатных штанов, державшиеся на подтяжках/опоясывавшиеся серым фланелевым кушаком для поддержки поясницы. Во время работы мужчины носили соломенную шляпу. На шею повязывался клетчатый шейный плат.
Праздничный костюм конца XIX-начала XX века выглядел следующим образом. Женский костюм имел тёмную гамму и состоял из приталенной кофты и длинной и свободной юбки, изготовлявшиеся из дорогих тканей — муара, парчовых атласов, шёлка. Манжеты рукавов кофты и по низу подола юбки украшались чёрными бархатными лентами. К шейному вырезу могли прикрепляться кружевные вороты. На плечи могли набрасываться шали из хлопкового муслина с полосками вышитого хлопкового тюля. Под юбкой носили панталоны и белые нижние хлопчатобумажные юбки, как и панталоны, отделанные снизу кружевом или бродери англез. Весьма узнаваемый облик имеет праздничный чепец фр. barbichet, изготовлявшийся из белого хлопкового муслина, и по форме отдалённо напоминающий бабочку. Существовало три вида этого головного убора: обычная, траурная и полутраурная. Мужчины носили костюм-тройку — рубашку, штаны, жилет и сюртук с длинными фалдами сзади, головным убором служила чёрная фетровая шляпа, в качестве галстука в виде банта повязывался плат из чёрного бархата (фр. vittou).
Обувью служили сабо с кожаными ремешками, надевавшиеся на шерстяные носки, а по праздникам — кожаные туфли.

### Бургундия

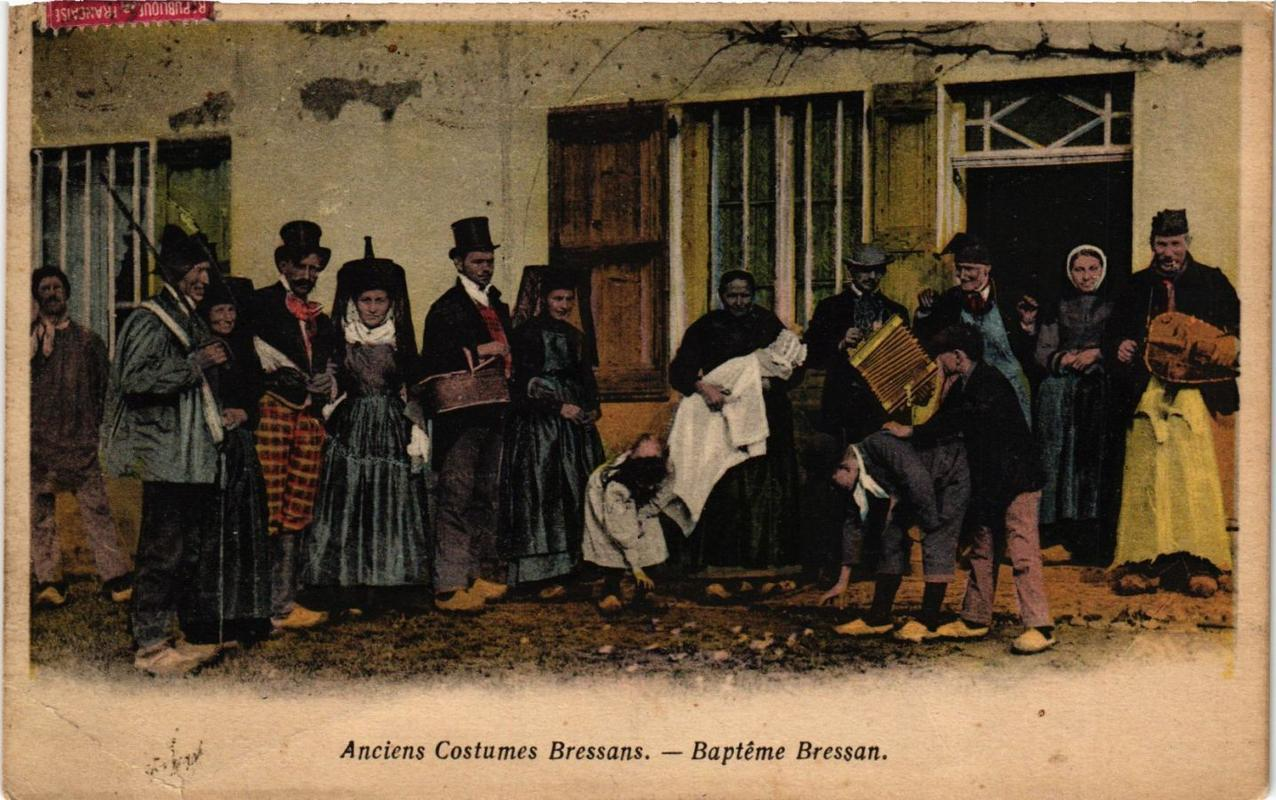
Брессанцы в праздничных костюмах во время крещения, открытка начала XX века. Обратите внимание на характерные шляпы с вуалями

Работницы бургундских винокурен носили юбки в бело-розовую/зелёную/голубую полоску. По праздникам бургундки носили шёлковые передники с богатой каймой.
Костюм области Бресс, входящей в состав Бургундии во многом является типичным среди других областей центральной Франции. Так, костюм, практически идентичный бресскому, носили и в области Маконнэ, граничащей с Брессом с запада. Народный костюм Бресса вышел из употребления в 1920-х годах.
Базовыми элементами женского костюма служили рубаха, одна или несколько нижних юбок, шерстяные или хлопчатобумажные чулки, а позднее — панталоны. Рубаха на вырезе горловины украшалась вышивкой, рукава могли быть как и короткими, так и длинными, собранными в манжеты. Поверх рубахи и нижних юбок надевалось суконное или шёлковое платье с корсажем, они могли быть разных цветов. Зимние платья шились из шерсти, а летние — из шёлка. Длина рукавов также варьировалась — до запястий и до локтя. У платья могли быть как и узкие, так и расширяющиеся к концу рукава, в последнем случае были видны рукава рубахи. Поверх платья носился фартук с «грудкой», закрывавший перед и бока платья, и подол которого был короче платье. Верх «грудки» мог быть изогнутым и V-образной формы, он мог закалываться булавками или маленькими брошками и отделываться, в том числе шитьём металлическими нитями, к нему могли прикрепляться золотые цепочки (одним концом они прикреплялись к фартуку, другими — к плечам). Цвет фартука должен был быть контрастным с цветом платья. На плечах носились шаль, которая также варьировалась в своей цветовой гамме, но, как и с фартуком, главным условием была контрастность с цветом, как и платья, так и фартука. Один из концов шали свисал до талии, а два других конца затыкались за «грудку» фартука. Рабочий костюм состоял из рубахи, панталон, нижней и верхней юбок, корсажа и фартука. Юбка и корсаж могли быть в сине-белую клетку. Бижутерия типична для Франции: нательные крестики, броши, серьги, бусы, мониста, колья с медальонами. Бресс славится на всю страну своим эмалевым промыслом. По праздникам женщины кружевные митенки.
Головным убором женщин служили чепцы, состоявшие из куска белой полупрозрачной ткани (сзади украшавшегося вышивкой белым по белому, в которой преобладающими были растительные мотивы), такой как тюль, лён или тонкий хлопок; и из белых же лент, которые завязывались под подбородком. По краям чепец (как и головная часть, так и ленты) украшался маленькими оборочками из кружева, от одного до пяти рядов. Чепец был обязательным женским головным убором при выходе на улицу. Рабочие и траурные чепцы вышивкой не украшались (хотя некоторые девушки просто заменяли ленты на чёрные) и изготовлялись из простого белого муслина. Чепцы для очень важных событий могли вышиваться золотом и серебром. Сборщицы винограда носили чепцы-капоры (фр. quichenotte, capeline), защищавшие от солнца и ветра.

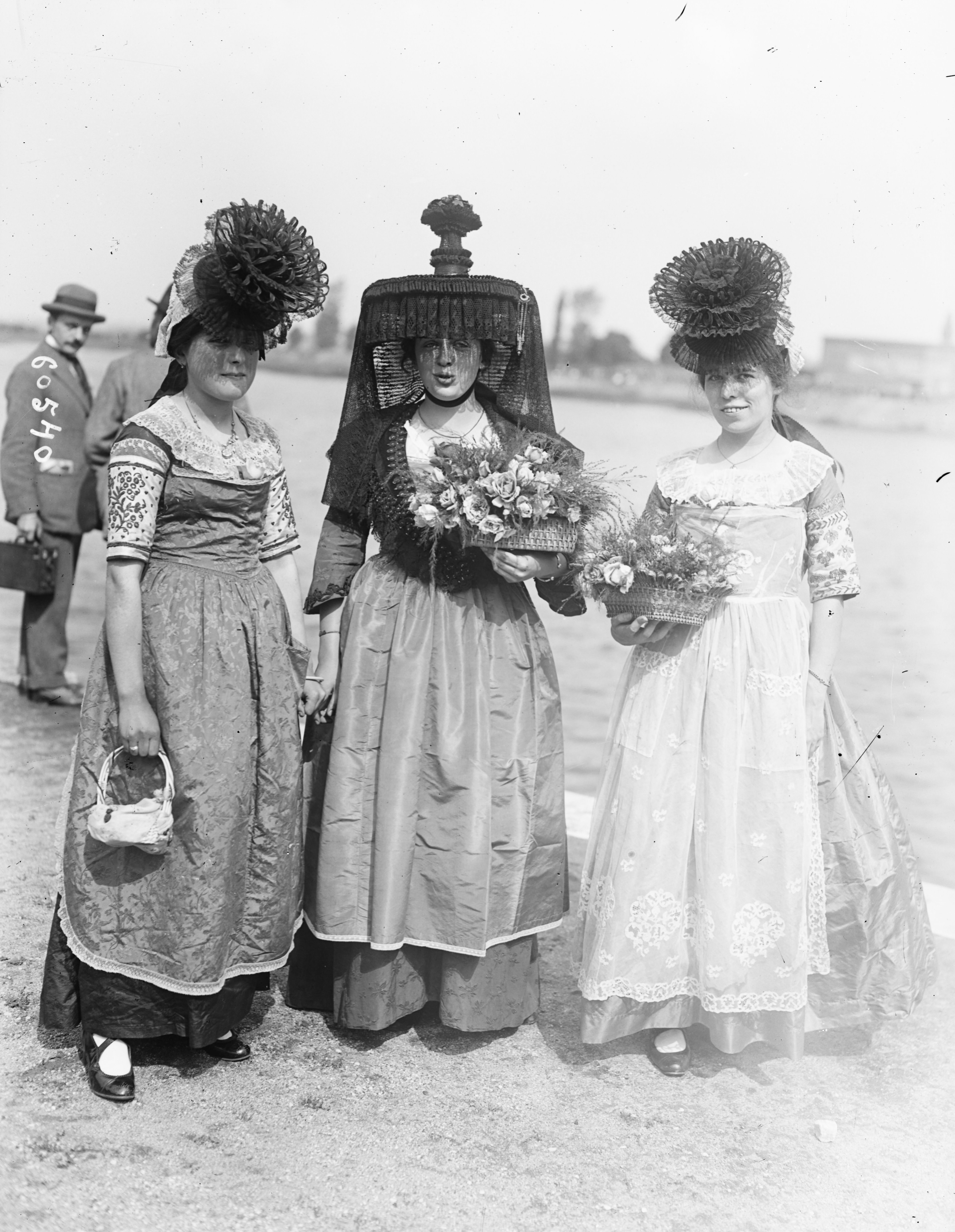
Женский праздничный костюм Бресса (в центре) и Маконнэ (по бокам), 1920-е гг.

Самым знаменитым элементом костюма была широкополая чёрная шляпа с высокой тульей (фр. brelot). Это праздничный головной убор, завязывавшийся под подбородком чёрными лентами, состоявший из дискообразных войлочных полей и полой тульи на основе латунной проволоки; он убирался рядом кружев, в том числе свисавших в виде короткой вуали спереди и в виде длинной фаты сзади. Верх тульи мог украшаться небольшим пучком кружева или искусственными цветами, шляпа же в целом могла украшаться и золотыми цепочками. Формы тульи могли незначительно различаться в зависимости от места. Данный головной убор восходит к шляпам аналогичной формы, носившимися брессанками в XVI веке, в современном виде оформился к 1850-1870-м годам, когда его носили чаще всего. Изредка эту шляпу вместе с народным костюмом носят по праздникам и в наши дни.
Обувью служили сабо, калоши, мягкие фетровые туфли и кожаные башмаки.
Мужской костюм Бресса также вполне типичен: рубаха, бархатные или парусинные штаны, поддерживаемые подтяжками или опоясанные фланелевым кушаком, шейный платок.  Праздничный костюм состоял из рубахи, шерстяных штанов средней длины, жилета, сюртука и шейного платка. Головным убором служил шерстяной колпак, а у крестьян — также соломенная шляпа, по праздникам носили фетровые шляпы. Мужские брессанские блузы, в отличие от аналогичных из других областей, также изготовлялись из ткани в клетку.
Также типичным является мужской костюм Маконнэ — синяя блуза, чёрные штаны и рубаха. Головным убором служила фетровая шляпа, а позднее — кепка. Мельники носили белую блузу.
Праздничный женский костюм Маконнэ состоял из рубахи, панталон, нижних юбок и атласного платья, украшенного кружевами и вышивкой, количество рядов кружев указывало на состоятельность носительницы и её семьи: чем рядов больше, тем, соответственно, богаче. По нижней юбке можно было судить о возрастном и семейном положении носительницы. Если по подолу нижней юбки была красная лента, то это была незамужняя девушка, если чёрная — то замужняя, но бездетная женщина; а если ленты не было — то носительница была замужем и уже родила детей. Эта же дифференциация проявлялась и по головным уборам: маленькие девочки носили чепчики, завязывавшиеся под подбородком (фр. beguin), девушки-подростки носили головной убор фр. brelichon, девушки на выданье носили шляпу, схожую с брессанской, и также называвшуюся фр. brelot. Чем больше был размер шляпы, тем важнее было приданое.

### Франш-Конте
Для города Монбельяра и его окрестностей характерен женский чепец (фр. câle à diairi) небольших размеров, носившийся на затылке, вышивавшийся ярким цветочным орнаментом. В переводе с местного диалекта название головного убора означает «чепец для шиньона, пучка» (диал. фр. diairi — «пучок волос»). Основная поверхность изготовлялась из бархата, атласа и шёлка, цвет зависел от возрастного и семейного положения: белые носили девушки и невесты, цветные — замужние женщины, чёрные были траурными. В вышивке использовался мелкий бисер, канитель, бархатные, золотые и серебряные нити. Всего на вышивку могло уходить до 200, а то и до 400 часов работы. Вышивальщицы отмечали свою работу своими инициалами на подкладке чепца. Чепец обладает четырьмя широкими лентами, две из них завязывались под подбородком, а две сзади завязывались под затылком, образуя узел, скрывавший заднюю часть шеи. Такие чепцы носили вплоть до 1930-1940-х годов. Также, помимо него, народный костюм Монбельяра состоит из белой льняной рубахи с широкими рукавами до локтей, чёрный корсаж из бархата, длинной конопляной юбки тёмных цветов и узкого передника. В целом в народном костюме Монбельяра присутствует сильное немецкое влияние, ввиду лютеранского вероисповедания местных жителей и исторической принадлежности немецкоязычным государствам, несмотря на франкоязычное население: графство Монбельярское было вассалом Священной Римской Империи, а с XV века им владел Вюртембергский дом, и лишь в 1793 году Монбельяр с окрестностями был аннексирован Францией. Интерес к народному костюму Монбельяра проявился в XIX веке, ввиду притока переселенцев-католиков из соседних регионов во время промышленного развития Франш-Конте и последовавшей за этим необходимости сохранения лютеранской идентичности монбельярцев.
В 1991 году при поддержке туристического центра Монбельяра в городе была открыта артель вышивальщиц традиционных чепцов с целью возрождения данной традиции.

### Арденны
Бельгийский учёный Джованни Ойюа (фр. Giovanni Hoyois) в своём труде 1953 года «L’Ardenne et l’Ardennais», посвящённом Арденнам, пишет, что в начале XIX века сабо были распространены там повсеместно, за исключением горных областей.

### Французская Фландрия
Эта историческая область известна прежде всего валансьенским кружевом, промысел изготовления которого пережил расцвет в XVIII-XIX веках. Также кружевной промысел существует в Кале.

### Пуату
Отличительным головным убором пуатусских крестьянок являлся кружевной чепец из белого атласа, значительно увеличивавший рост женщины ввиду приподнимавшейся вверх передней части, и вышивавшийся золотыми нитями. Такой чепец плотно облегал голову и мог иметь две свисавшие сзади широкие длинные белые ленты из атласа. В Пуату особенного развития достигла вышивка мережкой, в целом широко распространённая по Западной Европе. Как и в Оверни, для кружевоплетения использовались длинные коклюшки.

### Пикардия
Эта историческая область, располагающаяся на территории современного региона О-де-Франс, известна кружевом шантильи, известным прежде всего использованием чёрных нитей.

### Долина Луары
В долине Луары широко использовались кружева для изготовления сложных по форме чепцов, для их украшения большую роль играли белоснежные ленты. Также бытовали и широкополые чепцы, также из кружев, которые скрывали лицо обладательницы от посторонних нескромных взглядов.

### Французские Альпы
Праздничные чепцы крестьянок Французских Альп являются просторными, скрывающими всю голову.

### АквитанияиГасконь
В винодельческом регионе Бордо в качестве обуви носили парусиновые эспадрильи, поверх которых во время работы надевали сабо. Мужчины на голове носили берет, а на рубаху набрасывали жилет (например, полосатый) с круглым вырезом.

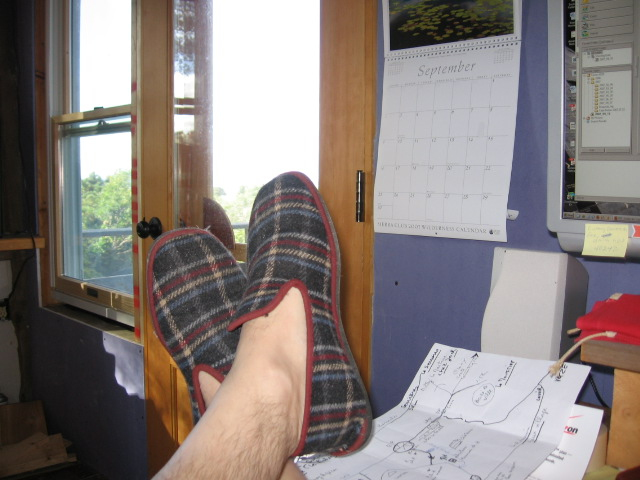
Пара шарантских тапочек

Область Шаранта в Аквитании, расположившаяся на берегу Бискайского залива, ныне занимаемая одноимённым департаментом (и частично департаментом Сентонж), известна своими тапочками-шарантезами (фр. charnetaise). Шарантезы являются закрытыми тапочками наподобие т.н. «тапочек принца Альберта» и обладают язычком.
Шарантезы начали изготавливаться в конце XVII века из отходов войлока, применявшегося для пошивки солдатской униформы, поскольку в 1666 году под началом первого министра Жан-Батиста Кольбера был построен укреплённый порт Рошфор, а затем в Ангулеме было налажено производство войлока и валяния шерсти. Первые шарантезы обладали войлочной подошвой и валяным верхом чёрного цвета. Различие на левую и правую ногу отсутствовало. Первоначально шарантезы надевали под сабо вместо соломы с аналогичной целью, язычок тапочек позволял не сабо соскальзывать при подъёме ступни. В сельской местности шарантезы выполняли эту функцию до 1960-х годов. Однако постепенно шарантезы стали носить и в качестве домашней обуви, а подошва стала жёсткой. Так, шарантезы носила прислуга в домах знати, чтобы не портить паркеты и бесшумно передвигаться по коридорам (отсюда второе название этих тапочек — фр. silencieuses), также шарантезы носились в пороховых подвалах крепостей, поскольку шипованные башмаки того времени могли потенциально вызвать искры, которые могли привести к взрывам и пожарам.
В 1907 году башмачник Теофиль Рондино (фр. Théophile Rondinaud), работавший в артели в коммуне Шаснёй-сюр-Боньёр (неподалёку от Ла-Рошфуко), начал шить шарантезы в яркую клетку. Этот облик является каноничным для шарантез и по сей день. Широкую известность эти тапочки приобрели благодаря его сыну, Джеймсу Рондино (фр. James Rondinaud), выведшему продажу шарантезов в 1950-е годы на международный уровень. К 1970-м годам на артелях по изготовлению шарантезов работало около 1300 человек.
Несмотря на прежнюю популярность, сейчас промысел изготовления шарантезов находится под угрозой исчезновения из-за конкуренции со стороны крупных производителей. На 2018 год осталось лишь четыре артели, изготовляющих шарантезы, в этом же году объединившиеся в мануфактуру «La Manufacture Charentaise» (LMC), на которых было занято 104 человека. Однако снижение товарооборота и тот факт, что руководители мануфактуры не смогли решить вопрос продажи шарантезов в супермаркетов, привели к тому, что 25 июля 2019 года «LMC» была объявлена конкурсной управляющей компанией, а 15 ноября того же года по решению суда мануфактура была объявлена банкротом и была закрыта. Однако после этого поток покупателей только увеличился, и на волне ажиотажа владельцы магазинов обратились к руководству мануфактуры с просьбой спасти промысел. Бывший финансовый директор «LMC» занялся организацией нового производства шарантезов. В мае 2020 года в Ла-Рошфуко была открыта новая артель по производству шарантезов. Теперь артели по изготовлению шарантезов объединены в мануфактуре «L’atelier charentaises», созданной Мишелем Виоло (фр. Michel Violleau) и правнуком Теофиля Рондино, Оливье (фр. Olivier Rondinaud).
Мужской повседневный костюм жителей города Коньяк (департамент Шаранта), ближайших деревень и бискайского побережья начала-середины XIX века состоял из холстяной рубахи белого или цвета экрю, штанов из плотной ткани в серо-чёрную полоску, подпоясывавшиеся фланелевым кушаком. В качестве рабочей обуви носили деревянные сабо поверх тапочек. На голове носили хлопковый колпак с кисточкой и чёрную фетровую шляпу. На шею наматывали клетчатый платок из хлопка. По праздникам мужчины носили рубаху из хорошей хлопковой ткани, порой с манишкой и накрахмаленным воротничком; парчовый жилет весёлых тонов с V-образным вырезом, чёрные штаны, обычно на подтяжках, куртка нараспашку из черного сукна, отороченная черным бархатом и со стоячим воротом; чёрная фетровая шляпу и кожаные туфли. На шею повязывали чёрный бархатный шейный платок или бант.
Женский костюм из той же местности, служивший в качестве повседневного или рабочего, состоял из полотняной рубахи (также белой или экрю), стянутой на шее тесьмой; полосатой хлопчатобумажной юбки; драгетовой верхней юбки, более пёстрой, и в более широкую полоску; чёрного атласного корсажа на завязках и передника. На шею накидывали квадратный плат из тонкой ткани размером около восьмидесяти сантиметров, одну из сторон дважды закрепляли на плечах и перекрещивали на груди. Позднее в обиход вошла шаль. Рабочая обувь такая же, как и у мужчин, под ней — шерстяные носки ручной вязки. На голове носили косынки, полотняные чепцы и капоры-quich’not. Праздничный женский костюм состоял из рубахи, хлопковых панталон, украшенных кружевом и вышивкой, широкой белой нижней хлопковой юбки с рядом кружев, цветастой кофты из атласа или шерсти, застёгивавшейся спереди, и оторачивавшейся кружевом на шее; юбки до щиколотки из той же ткани, иногда окантовывавшейся бархатной лентой по подолу; цветного и плисированного фартука/передника из атласа или льна, и кашемировой шали, как и с бахромой, так и без неё. Украшения были разнообразны: ожерелья, цепочки и бархатные чокеры чёрного цвета. Праздничным аксессуаром также служили вязаные хлопковые митенки белого цвета.

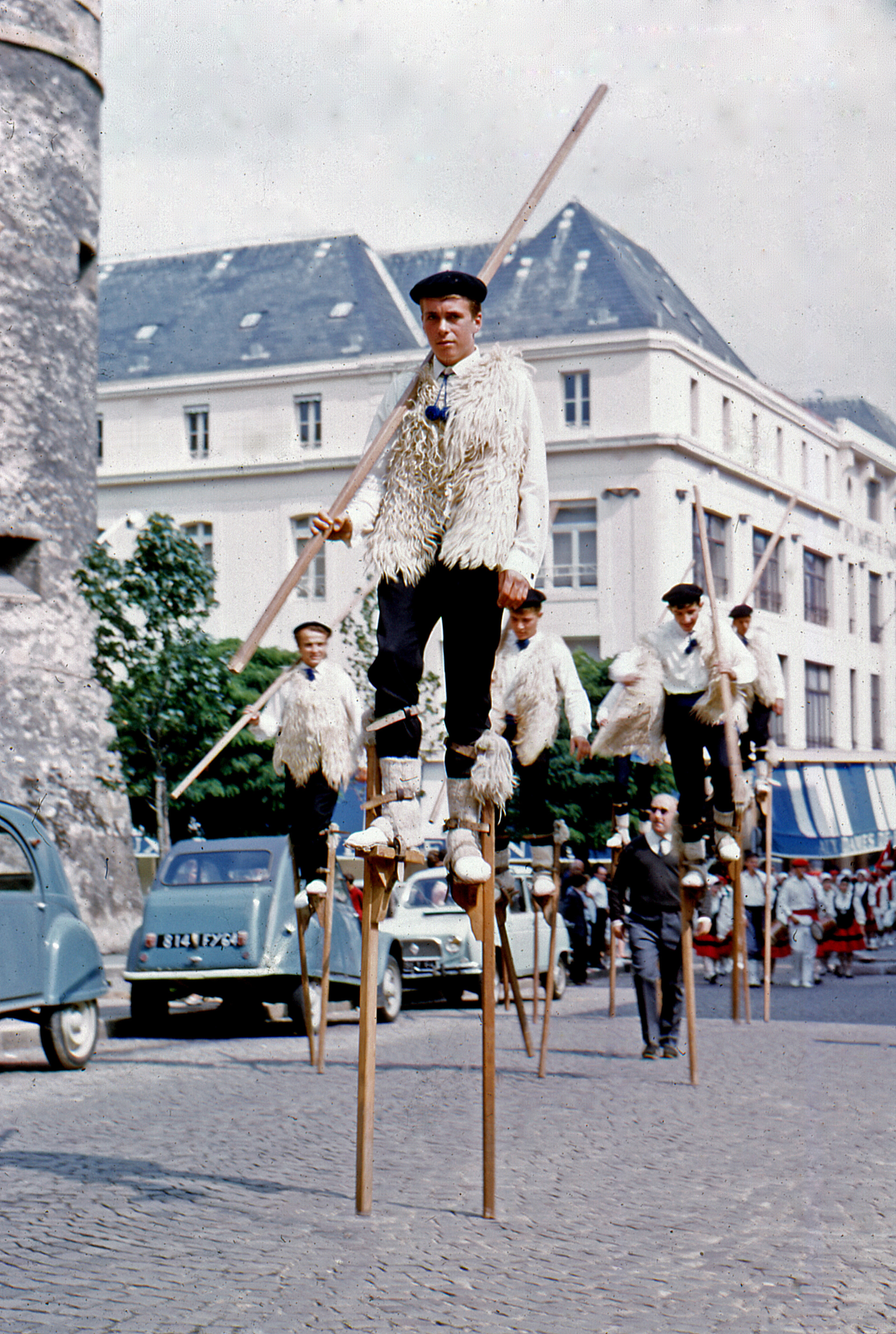
Ландские пастухи в традиционной одежде и на ходулях, 6 августа 1965 г.

Одеждой пастухов Гасконских Ланд были рубаха, длинные штаны, опоясанные кушаком, гетры и безрукавки или плащи из овчины, в качестве головного убора служил чёрный берет. Неотъемлемой частью одежды пастухов (как и мужчин, так и женщин-пастушек) были ходули (фр. escasses, гаск. échasses) из дерева и высотой около полутора метров. К началу XIX века Ланды по большей части представляли собой равнины, перемежающие болотистыми местностями, основным занятием ландцев было скотоводство, преимущественно овцеводство. В связи с этим ходули были широко распространены: благодаря им пастух мог наблюдать с высоты не только за своей отарой, но и видеть отары вдали (а также волков); не намочить ноги в грязи; а также преодолевать значительно большие расстояния за меньшее время, нежели пешком. Ходули обладали подставкой под плечи и кожаным ремнём для закрепления стопы. Пастухи на ходулях помогали себе таким же длинным посохом из сосны, чтобы был легче сбираться на ходули и опускаться с них, а также для дополнительной опоры при ходьбе. Ходули были настолько устойчивыми, что, стоя на них, пастухи могли заниматься вязанием, а овладев хождением как следует, проделывать трюки вроде хождения на одной ходуле или подбирания цветка с земли. На ходулях также могли исполнять народные танцы. С середины XIX века Ланды начали засаживаться деревьями, и традиционное пастушество пришло в упадок. Пытаясь популяризовать его, ландский бакалейщик Сильвен Дорнон (фр. Sylvain Dornon) в 1891 году прошёл на ходулях от Парижа до Москвы, преодолев расстояние 2800 км за 58 дней. Он же, предпринимая усилия по сохранению ходуль, придумывает идею танцев на ходулях. После Первой Мировой войны традиционное пастушество исчезло вместе с традиционными ходулями. Сейчас ходули в Ландах не используются по своему изначальному предназначению, но они являются неотъемлемой частью традиционной культуры этой области. Помимо танцев, на ходулях также проводятся бега и тому подобные спортивные соревнования.
Женский костюм Ланд дифференцировался по семейно-возрастному принципу: незамужние девушки носили платья светлых цветов, а замужние женщины — чёрного.
В XIX-м и начале XX века рыбачки и работницы ферм по разведению устриц из города Аркашона (департамент Жиронда) и окрестных поселений в качестве рабочей одежды носили синюю блузку, фланелевые или суконные панталоны красного цвета до колен и иногда такие же короткие юбки и фартуки. Головным убором служил чепец-капор (фр. benèze, benaize, benèse, на о-вах Олерон и Ре называется фр. quich’not) с завязками, который защищал голову и шею носительницы (благодаря свисавшему сзади куску ткани) от солнца. По цвету он мог быть белым, красным, синим или в белую крапинку. Повседневный капор изготовлялся из цветной ткани на проволочном каркасе. Праздничный был на каркасе из прутьев, обтянутым муслином, украшался вышивкой, кружевом и оборками. Из-за большой хрупкости праздничный капор нельзя было мыть. Траурный капор был украшен в чёрный. Рабочей обувью служили сандалии на подошвах из досок наподобие средневековых патенов, которые позволяли не завязнуть в грязи и не запачкать ступни. Каждая из них весила по 3-4 кг и обладала кожаным ремешком или шнуром с аналогичной целью. Этот костюм нередко встречается на открытках того времени.

## В культуре
Крестьяне (и соответственно, народный костюм) встречаются во французской живописи начиная с XVII-го века, первопроходцами являются братья Ленен (в частности, Ленен фиксируют на крестьянах чулки, закрывавшие ступню и голень, но оставлявшие пальцы открытыми), в отличие от голландских художников того же времени, изображавшие крестьян с уважением к их труду и образу жизни. В XIX веке среди художников, пишущих быт крестьян, запечатлевая народный костюм, самыми известными являются Гюстав Курбе (уроженец провинциального города Орнана в департаменте Юра региона Франш-Конте (историческая область Бургундия) на востоке Франции) и основатель барбизонской школы Жан-Франсуа Милле (крестьянский сын родом из Нормандии). Курбе также фиксирует на своих полотнах и быт провинциальных буржуа, в том числе и костюм: так, на картине «Похороны в Орнане» 1849 года на переднем плане среди прочих персонажей присутствует два старика в старомодных костюмах (ветеран революции 1793 года Жан-Батист Карде и винодел Франсуа Пийо-Секретан, также участвовавший в революционных событиях): на них, в частности, одеты короткие кюлоты вместо брюк до лодыжек, а на голове они носят двууголки.

## Комментарии
1. ↑  хотя, вероятно, схожие головные уборы носили и до Невера в провинции Ниверне в Бургундии
2. ↑  Название Шалон-ан-Шампани до 1992 года. На русском языке этот топоним также известен как «Шалон-на-Марне» (в частности, под таким названием город упоминается в ЭСБЕ)